# 24211 Barbarawood
24211 Barbarawood è un asteroide della fascia principale. Scoperto nel 1999, presenta un'orbita caratterizzata da un semiasse maggiore pari a 2,2697532 UA e da un'eccentricità di 0,1129093, inclinata di 2,66725° rispetto all'eclittica.